# متعدد المعادن
تعد المادة المتعددة الفلزات (بالإنجليزية:  Polymetal)‏ أومتعدد المعادن في الكيمياء أو التعدين مادة تتكون من مزيج من معادن مختلفة. عندما تحتوي مادة اثنين فقط من المعادن يفضل استعمال مصطلح معدن ثنائي. أما الخام متعدد الفلزات (أوore polymetal) هو المصدر الخام لأكثر من معدن واحد مناسب للتعافي. والمنجم الذي يحتوي على خام متعدد المعادن هو منجم متعدد المعادن. الكرات المؤلفة من عدة معادن هي كتل من المنغنيز والحديد (ومعادن أخرى) موجودة في قاع المحيط، ويطلق عليها أحيانًا كرة المنغنيز، على اسم مكونها الرئيسي.